# Station Lidah Tanah
Lidah Tanah is een spoorwegstation in de Indonesische provincie Noord-Sumatra.

## Bestemmingen
- Lancang Kuning: naar Station Medan en Station Tanjung Balai
- Putri Deli:  naar Station Medan en Station Tanjung Balai
- Siantar Ekspres:  naar Station Medan en Station Siantar